# Baneresonans
Baneresonans forekommer, når to legemer i kredsløb påvirker hinandens kredsløb regelmæssigt, som regel ved at deres omløbstider udviser et heltalligt forhold. Det gælder f.eks. mellem planeten Neptun og dværgplaneten Pluto. Når Neptun foretager tre omløb om solen, foretager Pluto to omløb. Denne resonans betyder, at Plutos bane er i stand til at skære inden for Neptuns bane, uden at de to legemer kolliderer. Hver anden gang, Pluto skærer inden for Neptuns bane i løbet af det ca. 248 år lange omløb om solen, vil Neptun være bagefter Pluto og trække dens hastighed ned, så Pluto vil befinde sig inden for Neptun i ca. 20 år. Næste gang vil Neptun være foran Pluto og trække dens hastighed op, så Pluto kun vil befinde sig inden for Neptun i ca. 13 år.

## Laplaceresonans
Når der er en tilsvarende resonans mellem tre eller flere legemer, taler man om Laplaceresonans. Dette forekommer for tre af Jupiters galileiske måner: Når den inderste måne Io (Jupiter I) foretager fire omløb, foretager Europa (Jupiter II) to omløb, og Ganymedes (Jupiter III) ét omløb. For de to inderste af månerne medfører det store tidevandskræfter, der er årsag til Ios voldsomme vulkanske aktivitet og Europas revnede overflade.